# 니콜라 칼리니치
니콜라 칼리니치(Nikola Kalinić, 1988년 1월 5일 ~ )는 크로아티아 출신의 전 축구 선수로, 현역 시절 포지션은 스트라이커였다.

## 수상 내역

### 국가대표팀
크로아티아
- FIFA 월드컵 준우승: 2018[1]